# Ra's al-Abyad
Koordinaten: 37° 20′ 28″ N, 9° 44′ 48″ O

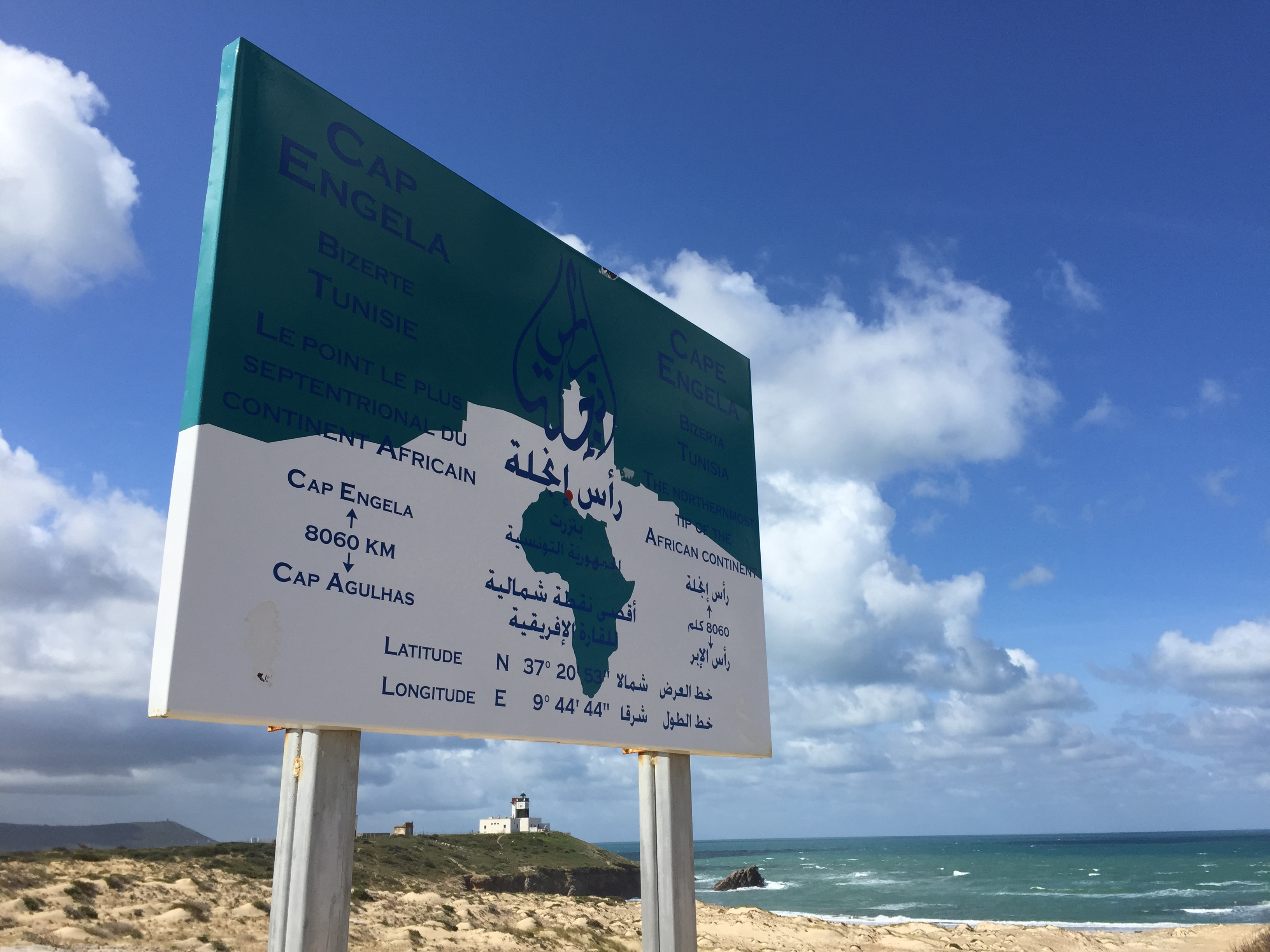
Informationstafel ca. 250 Meter südostwärts des nördlichsten Punktes des afrikanischen Festlandes

Ra's al-Abyad (arabisch الرأس الأبيض, DMG ar-Raʾs al-Abyaḍ, französisch Cap Blanc, beides „Weißes Kap“) ist ein Kap an der tunesischen Mittelmeerküste rund elf Kilometer westnordwestlich der Stadt Biserta.
Manchmal wird es fälschlicherweise als nördlichster Festlandpunkt Afrikas angegeben, dies ist jedoch tatsächlich das 8 Kilometer weiter westlich und etwa einen Kilometer weiter nördlich gelegene Ras ben Sakka.

Panorama des nördlichsten Punktes des afrikanischen Festlandes